# Asmate vandarbana
Asmate vandarbana är en fjärilsart som beskrevs av Eugen Wehrli 1940. Asmate vandarbana ingår i släktet Asmate och familjen mätare. Inga underarter finns listade i Catalogue of Life.